# باوهاوس ۸۵۰۲
سیارک ۸۵۰۲ (به انگلیسی: 8502 Bauhaus، نامگذاری:1990TR12) هشت هزار و پانصد و دومین سیارک کشف شده‌است که در ۱۴ اکتبر ۱۹۹۰ کشف شد.
قدر مطلق سیارک برابر ۱۲٫۶۰ است.